# 노벨상 수상자 목록
노벨상은 매년 스웨덴 왕립 과학한림원, 스웨덴 아카데미, 카롤린스카 연구소, 노르웨이 노벨 위원회가 화학, 물리학, 문학, 평화, 생리학 또는 의학 분야에서 뛰어난 공헌을 한 개인과 단체에게 수여하는 상이다. 이는 1895년 알프레드 노벨이 노벨 재단에서 상을 관리해야 한다는 유언에 따라 설립되었다. 알프레드 노벨을 기념하는 추가 상은 경제학 분야에 뛰어난 공헌을 한 스웨덴 중앙은행인 스웨덴 국립은행에 의해 1968년에 제정되었다. 노벨상 수상자인 각 수상자에게는 금메달, 디플로마, 그리고 노벨 재단이 매년 결정하는 상금이 수여된다.
아래는 노벨상 수상자 목록이다.

## 물리학상

### 1901년-1925년
- 1901: 빌헬름 콘라트 뢴트겐
- 1902: 헨드릭 로런츠 / 피터르 제이만
- 1903: 앙리 베크렐 / 피에르 퀴리 / 마리 퀴리
- 1904: 제3대 레일리 남작 존 윌리엄 스트럿
- 1905: 필리프 레나르트
- 1906: 조지프 존 톰슨
- 1907: 앨버트 에이브러햄 마이컬슨
- 1908: 가브리엘 리프만
- 1909: 굴리엘모 마르코니 / 카를 페르디난트 브라운
- 1910: 요하너스 디데릭 판데르 발스
- 1911: 빌헬름 빈
- 1912: 구스타프 달렌
- 1913: 헤이커 카메를링 오너스
- 1914: 막스 폰 라우에
- 1915: 윌리엄 로런스 브래그 / 윌리엄 헨리 브래그
- 1917: 찰스 글러버 바클라
- 1918: 막스 플랑크
- 1919: 요하네스 슈타르크
- 1920: 샤를 에두아르 기욤
- 1921: 알베르트 아인슈타인
- 1922: 닐스 보어
- 1923: 로버트 앤드루스 밀리컨
- 1924: 만네 시그반
- 1925: 제임스 프랑크 / 구스타프 헤르츠

### 1926년-1950년
- 1926: 장 바티스트 페랭
- 1927: 아서 콤프턴 / 찰스 톰슨 리스 윌슨
- 1928: 오언 윌런스 리처드슨
- 1929: 루이 드 브로이
- 1930: 찬드라세카라 벵카타 라만
- 1932: 베르너 하이젠베르크
- 1933: 에르빈 슈뢰딩거 / 폴 디랙
- 1934: 제임스 채드윅
- 1936: 빅토르 프란츠 헤스 / 칼 데이비드 앤더슨
- 1937: 클린턴 조지프 데이비슨 / 조지 패짓 톰슨
- 1938: 엔리코 페르미
- 1939: 어니스트 로런스
- 1943: 오토 슈테른
- 1944: 이지도어 아이작 라비
- 1945: 볼프강 파울리
- 1946: 퍼시 윌리엄스 브리지먼
- 1947: 에드워드 빅터 애플턴
- 1948: 패트릭 메이너드 스튜어트 블래킷
- 1949: 유카와 히데키
- 1950: 세실 프랭크 파월

### 1951년-1975년
- 1951: 존 콕크로프트 / 어니스트 월턴
- 1952: 펠릭스 블로흐 / 에드워드 밀스 퍼셀
- 1953: 프리츠 제르니커
- 1954: 막스 보른 / 발터 보테
- 1955: 윌리스 유진 램 / 폴리카프 쿠시
- 1956: 윌리엄 쇼클리 / 존 바딘 / 월터 하우저 브래튼
- 1957: 리정다오 / 양전닝
- 1958: 파벨 알렉세예비치 체렌코프 / 일리야 프란크 / 이고리 탐
- 1959: 에밀리오 지노 세그레 / 오언 체임벌린
- 1960: 도널드 글레이저
- 1961: 로버트 호프스태터 / 루돌프 뫼스바워
- 1962: 레프 란다우
- 1963: 유진 위그너 / 마리아 괴퍼트메이어 / J. 한스 D. 옌젠
- 1964: 찰스 하드 타운스 / 니콜라이 바소프 / 알렉산드르 프로호로프
- 1965: 도모나가 신이치로 / 줄리언 슈윙거 / 리처드 파인먼
- 1966: 알프레드 카스틀레르
- 1967: 한스 베테
- 1968: 루이스 월터 앨버레즈
- 1969: 머리 겔만
- 1970: 한네스 알벤 / 루이 네엘
- 1971: 데니스 가보르
- 1972: 존 바딘 / 리언 쿠퍼 / 존 로버트 슈리퍼
- 1973: 에사키 레오나 / 이바르 예베르 / 브라이언 데이비드 조지프슨
- 1974: 마틴 라일 / 앤서니 휴이시
- 1975: 오게 닐스 보어 / 벤 로위 모텔손 / 제임스 레인워터

### 1976년-2000년
- 1976: 버턴 릭터 / 새뮤얼 차오 충 팅
- 1977: 필립 워런 앤더슨 / 네빌 프랜시스 모트 / 존 해즈브룩 밴블렉
- 1978: 표트르 레오니도비치 카피차 / 아노 앨런 펜지어스 / 로버트 우드로 윌슨
- 1979: 셸던 리 글래쇼 / 압두스 살람 / 스티븐 와인버그
- 1980: 제임스 왓슨 크로닌 / 밸 로그즈던 피치
- 1981: 니콜라스 블룸베르헌 / 아서 레너드 숄로 / 카이 시그반
- 1982: 케네스 G. 윌슨
- 1983: 수브라마니안 찬드라세카르 / 윌리엄 앨프리드 파울러
- 1984: 카를로 루비아 / 시몬 판 데르 메이르
- 1985: 클라우스 폰 클리칭
- 1986: 에른스트 루스카 / 게르트 비니히 / 하인리히 로러
- 1987: 요하네스 게오르크 베드노르츠 / 카를 알렉산더 뮐러
- 1988: 리언 레더먼 / 멜빈 슈바르츠 / 잭 스타인버거
- 1989: 노먼 포스터 램지 / 한스 게오르크 데멜트 / 볼프강 파울
- 1990: 제롬 아이작 프리드먼 / 헨리 웨이 켄들 / 리처드 E. 테일러
- 1991: 피에르질 드 젠
- 1992: 조르주 샤르파크
- 1993: 러셀 앨런 헐스 / 조지프 후턴 테일러 주니어
- 1994: 버트럼 브록하우스 / 클리퍼드 슐
- 1995: 마틴 루이스 펄 / 프레더릭 라이네스
- 1996: 데이비드 모리스 리 / 더글러스 D. 오셔로프 / 로버트 콜먼 리처드슨
- 1997: 스티븐 추 / 클로드 코엔타누지 / 윌리엄 대니얼 필립스
- 1998: 로버트 B. 로플린 / 호르스트 루트비히 슈퇴르머 / 대니얼 추이
- 1999: 헤라르뒤스 엇호프트 / 마르티뉘스 펠트만
- 2000: 조레스 알표로프 / 허버트 크뢰머 / 잭 킬비/

### 2001년-현재
- 2001: 에릭 코넬 / 볼프강 케테를레 / 칼 위먼
- 2002: 레이먼드 데이비스 / 고시바 마사토시 / 리카르도 자코니
- 2003: 알렉세이 아브리코소프 / 비탈리 긴즈부르크 / 앤서니 레깃
- 2004: 데이비드 그로스 / 데이비드 폴리처 / 프랭크 윌첵
- 2005: 로이 J. 글라우버 / 존 L. 홀 / 테오도어 W. 헨슈
- 2006: 존 C. 매더 / 조지 스무트
- 2007: 알베르 페르 / 페터 그륀베르크
- 2008: 난부 요이치로 / 고바야시 마코토 / 마스카와 도시히데
- 2009: 찰스 K. 가오 / 윌러드 보일 / 조지 E. 스미스
- 2010: 안드레 가임 / 콘스탄틴 노보셀로프
- 2011: 솔 펄머터 / 브라이언 슈밋 / 애덤 리스
- 2012: 데이비드 J. 와인랜드 / 세르주 아로슈
- 2013: 피터 힉스 / 프랑수아 앙글레르
- 2014: 아카사키 이사무 / 아마노 히로시 / 나카무라 슈지
- 2015: 가지타 다카아키 / 아서 B. 맥도널드
- 2016: 데이비드 사울레스 / 덩컨 홀데인 / 마이클 코스털리츠
- 2017: 라이너 바이스 / 킵 손 / 배리 배리시
- 2018: 아서 애슈킨 / 제라르 무루 / 도나 스트리클런드
- 2019: 제임스 피블스 / 미셸 마요르 / 디디에 쿠엘로
- 2020: 로저 펜로즈 / 라인하르트 겐첼 / 앤드리아 게즈
- 2021: 마나베 슈쿠로 / 클라우스 하셀만 / 조르조 파리시
- 2022: 알랭 아스페 / 존 클라우저 / 안톤 차일링거
- 2023: 피에르 아고스티니 / 크러우스 페렌츠 / 안 륄리에
- 2024: 존 홉필드 / 제프리 힌턴

## 화학상

### 1901년-1925년
- 1901: 야코뷔스 헨리퀴스 판트 호프
- 1902: 헤르만 에밀 피셔
- 1903: 스반테 아레니우스
- 1904: 윌리엄 램지
- 1905: 아돌프 폰 바이어
- 1906: 앙리 무아상
- 1907: 에두아르트 부흐너
- 1908: 어니스트 러더퍼드
- 1909: 빌헬름 오스트발트
- 1910: 오토 발라흐
- 1911: 마리 퀴리
- 1912: 빅토르 그리냐르 / 폴 사바티에
- 1913: 알프레트 베르너
- 1914: 시어도어 리처즈
- 1915: 리하르트 빌슈테터
- 1918: 프리츠 하버
- 1920: 발터 네른스트
- 1921: 프레더릭 소디
- 1922: 프랜시스 윌리엄 애스턴
- 1923: 프리츠 프레글
- 1925: 리하르트 아돌프 지그몬디

### 1926년-1950년
- 1926: 테오도르 스베드베리
- 1927: 하인리히 오토 빌란트
- 1928: 아돌프 오토 라인홀트 빈다우스
- 1929: 아서 하든 / 한스 폰 오일러켈핀
- 1930: 한스 피셔
- 1931: 카를 보슈 / 프리드리히 베르기우스
- 1932: 어빙 랭뮤어
- 1934: 해럴드 유리
- 1935: 프레데리크 졸리오퀴리 / 이렌 졸리오퀴리
- 1936: 피터 디바이
- 1937: 노먼 하워스 / 파울 카러
- 1938: 리하르트 쿤
- 1939: 아돌프 부테난트 / 레오폴트 루지치카
- 1943: 게오르크 카를 폰 헤베시
- 1944: 오토 한
- 1945: 아르투리 비르타넨
- 1946: 제임스 섬너 / 존 하워드 노스럽 / 웬들 메러디스 스탠리
- 1947: 로버트 로빈슨
- 1948: 아르네 티셀리우스
- 1949: 윌리엄 지오크
- 1950: 오토 딜스 / 쿠르트 알더

### 1951년-1975년
- 1951: 에드윈 맥밀런 / 글렌 T. 시보그
- 1952: 아처 마틴 / 리처드 싱
- 1953: 헤르만 슈타우딩거
- 1954: 라이너스 폴링
- 1955: 빈센트 뒤 비뇨
- 1956: 시릴 노먼 힌셜우드 / 니콜라이 세묘노프
- 1957: 알렉산더 토드
- 1958: 프레더릭 생어
- 1959: 야로슬라프 헤이로프스키
- 1960: 윌러드 리비
- 1961: 멜빈 캘빈
- 1962: 맥스 퍼루츠 / 존 켄드루
- 1963: 카를 치글러 / 줄리오 나타
- 1964: 도로시 호지킨
- 1965: 로버트 번스 우드워드
- 1966: 로버트 멀리컨
- 1967: 만프레트 아이겐 / 로널드 조지 레이퍼드 노리시 / 조지 포터
- 1968: 라르스 온사게르
- 1969: 디릭 바턴 / 오드 하셀
- 1970: 루이 를루아르
- 1971: 게르하르트 헤르츠베르크
- 1972: 크리스천 앤핀슨 / 스탠퍼드 무어 / 윌리엄 하워드 스타인
- 1973: 에른스트 오토 피셔 / 제프리 윌킨슨
- 1974: 폴 플로리
- 1975: 존 콘퍼스 / 블라디미르 프렐로그

### 1976년-2000년
- 1976: 윌리엄 립스컴
- 1977: 일리야 프리고진
- 1978: 피터 미첼
- 1979: 허버트 브라운 / 게오르크 비티히
- 1980: 폴 버그 / 월터 길버트 / 프레더릭 생어
- 1981: 후쿠이 겐이치 / 로알드 호프만
- 1982: 에런 클루그
- 1983: 헨리 타우비
- 1984: 브루스 메리필드
- 1985: 허버트 하우프트먼 / 제롬 칼
- 1986: 더들리 허슈바크 / 리위안저 / 존 폴라니
- 1987: 도널드 크램 / 장마리 렌 / 찰스 피더슨
- 1988: 요한 다이젠호퍼 / 로베르트 후버 / 하르트무트 미헬
- 1989: 시드니 올트먼 / 토머스 체크
- 1990: 일라이어스 제임스 코리
- 1991: 리하르트 에른스트
- 1992: 루돌프 마커스
- 1993: 캐리 멀리스 / 마이클 스미스
- 1994: 조지 앤드루 올라
- 1995: 파울 크뤼천 / 마리오 몰리나 / 프랭크 셔우드 롤런드
- 1996: 로버트 컬 / 해럴드 크로토 / 리처드 스몰리
- 1997: 폴 보이어 / 존 워커 / 옌스 스코우
- 1998: 월터 콘 / 존 포플
- 1999: 아메드 즈웨일
- 2000: 앨런 J. 히거 / 앨런 맥더미드 / 시라카와 히데키

### 2001년-현재
- 2001: 윌리엄 스탠디시 놀스 / 노요리 료지 / 칼 배리 샤플리스
- 2002: 존 펜 / 다나카 고이치 / 쿠르트 뷔트리히
- 2003: 피터 아그리 / 로더릭 매키넌
- 2004: 아론 치에하노베르 / 아브람 헤르슈코 / 어윈 로즈
- 2005: 이브 쇼뱅 / 로버트 그럽스 / 리처드 슈록
- 2006: 로저 콘버그
- 2007: 게르하르트 에르틀
- 2008: 마틴 챌피 / 로저 첸 / 시모무라 오사무
- 2009: 벤카트라만 라마크리슈난 / 토머스 스타이츠 / 아다 요나트
- 2010: 리처드 헤크 / 스즈키 아키라 / 네기시 에이이치
- 2011: 단 셰흐트만
- 2012: 로버트 레프코위츠 / 브라이언 코빌카
- 2013: 마르틴 카르플루스 / 마이클 레빗 / 아리에 와르셸
- 2014: 에릭 베치그 / 슈테판 헬 / 윌리엄 머너
- 2015: 토마스 린달 / 폴 L. 모드리치 / 아지즈 산자르
- 2016: 장피에르 소바주 / 프레이저 스토더트 / 베르나르트 페링하
- 2017: 자크 뒤보셰 / 요아힘 프랑크 / 리처드 헨더슨
- 2018: 프랜시스 아널드 / 조지 P. 스미스 / 그레고리 윈터
- 2019: 존 구디너프 / 스탠리 휘팅엄 / 요시노 아키라
- 2020: 에마뉘엘 샤르팡티에 / 제니퍼 다우드나
- 2021: 베냐민 리스트 / 데이비드 맥밀런
- 2022: 캐럴린 R. 버토지 / 모르텐 P. 멜달 / 칼 배리 샤플리스
- 2023: 문지 바웬디 / 루이스 E. 브루스 / 알렉세이 예키모프
- 2024: 데이비드 베이커 (화학자) / 데미스 허사비스 / 존 점퍼

## 생리학·의학상

### 1901년-1925년
- 1901: 에밀 아돌프 폰 베링
- 1902: 로널드 로스
- 1903: 닐스 뤼베르 핀센
- 1904: 이반 파블로프
- 1905: 로베르트 코흐
- 1906: 카밀로 골지 / 산티아고 라몬 이 카할
- 1907: 샤를 루이 알퐁스 라브랑
- 1908: 엘리 메치니코프 / 파울 에를리히
- 1909: 에밀 테오도어 코허
- 1910: 알브레히트 코셀
- 1911: 알바르 굴스트란드
- 1912: 알렉시 카렐
- 1913: 샤를 R. 리셰
- 1914: 로베르트 바라니
- 1919: 쥘 보르데
- 1920: 아우구스트 크로그
- 1922: 아치볼드 비비언 힐 / 오토 프리츠 마이어호프
- 1923: 프레더릭 밴팅 / 존 제임스 리카드 매클라우드
- 1924: 빌럼 에인트호번

### 1926년-1950년
- 1926: 요하네스 피비게르
- 1927: 율리우스 바그너 야우레크
- 1928: 샤를 쥘 앙리 니콜
- 1929: 크리스티안 에이크만 / 프레더릭 가울랜드 홉킨스
- 1930: 카를 란트슈타이너
- 1931: 오토 하인리히 바르부르크
- 1932: 에드거 더글러스 에이드리언
- 1933: 토머스 헌트 모건
- 1934: 윌리엄 패리 머피 / 조지 호이트 휘플 / 조지 리처드 마이넛
- 1935: 한스 슈페만
- 1936: 오토 뢰비 / 헨리 핼릿 데일
- 1937: 센트죄르지 얼베르트
- 1938: 코르네유 장 프랑수아 하이만스
- 1939: 게르하르트 도마크
- 1943: 헨릭 담 / 에드워드 애들버트 도이지
- 1944: 조지프 얼랭어 / 허버트 스펜서 개서
- 1945: 알렉산더 플레밍 / 언스트 체인 / 하워드 플로리
- 1946: 허먼 조지프 멀러
- 1947: 칼 퍼디낸드 코리 / 거티 테레사 코리 / 베르나르도 알베르토 우사이
- 1948: 파울 헤르만 뮐러
- 1949: 발터 루돌프 헤스 / 안토니우 카에타누 드 아브레우 프레이르 에가스 모니스
- 1950: 필립 S. 헨치 / 에드워드 켄들

### 1951년-1975년
- 1951: 막스 타일러
- 1952: 셀먼 에이브러햄 왁스먼
- 1953: 프리츠 앨버트 리프먼 / 핸스 애돌프 크레브스
- 1954: 존 프랭클린 엔더스 / 프레데릭 채프먼 로빈스 / 토머스 허클 웰러
- 1955: 악셀 후고 테오도르 테오렐
- 1956: 베르너 포르스만 / 디킨슨 우드러프 리처즈 / 앙드레 프레데릭 쿠르낭
- 1957: 다니엘 보베
- 1958: 조지 웰스 비들 / 에드워드 로리 테이텀 / 조슈아 레더버그
- 1959: 아서 콘버그 / 세베로 오초아
- 1960: 피터 브라이언 메더워 / 프랭크 맥팔레인 버닛
- 1961: 게오르크 폰 베케시
- 1962: 제임스 D. 왓슨 / 프랜시스 크릭 / 모리스 윌킨스
- 1963: 앨런 로이드 호지킨 / 앤드루 헉슬리 / 존 에클스
- 1964: 페오도어 리넨 / 콘라트 블로흐
- 1965: 프랑수아 자코브 / 자크 모노 / 앙드레 루오프
- 1966: 찰스 브렌턴 허긴스 / 페이턴 라우스
- 1967: 홀던 케퍼 하틀라인 / 조지 월드 / 랑나르 그라니트
- 1968: 하르 고빈드 코라나 / 로버트 윌리엄 홀리 / 마셜 워런 니런버그
- 1969: 막스 델브뤽 / 앨프리드 허시 / 샐버도어 에드워드 루리아
- 1970: 줄리어스 액설로드 / 울프 폰 오일러 / 버나드 카츠
- 1971: 얼 윌버 서덜랜드
- 1972: 제럴드 에덜먼 / 로드니 로버트 포터
- 1973: 니콜라스 틴베르헨 / 카를 폰 프리슈 / 콘라트 로렌츠
- 1974: 알베르 클로드 / 조지 에밀 펄라디 / 크리스티앙 드 뒤브
- 1975: 레나토 둘베코 / 하워드 마틴 테민 / 데이비드 볼티모어

### 1976년-2000년
- 1976: 바루크 새뮤얼 블럼버그 / 대니얼 칼턴 가이듀섹
- 1977: 로절린 서스먼 얠로 / 로제 기유맹 / 앤드루 빅터 샬리
- 1978: 대니얼 네이선스 / 해밀턴 오서널 스미스 / 베르너 아르버
- 1979: 앨런 코맥 / 고드프리 하운스필드
- 1980: 바루 베나세라프 / 조지 데이비스 스넬 / 장 도세
- 1981: 로저 울컷 스페리 / 데이비드 헌터 허블 / 토르스텐 닐스 비셀
- 1982: 수네 베리스트룀 / 벵트 잉에마르 사무엘손 / 존 로버트 베인
- 1983: 바버라 매클린톡
- 1984: 게오르게스 쾰러 / 세사르 밀스테인 / 닐스 카이 예르네
- 1985: 마이클 스튜어트 브라운 / 조지프 골드스타인
- 1986: 스탠리 코언 / 리타 레비몬탈치니
- 1987: 도네가와 스스무
- 1988: 제임스 화이트 블랙 / 거트루드 엘리언 / 조지 히칭스
- 1989: 존 마이클 비숍 / 해럴드 엘리엇 바머스
- 1990: 조지프 에드워드 머리 / 에드워드 도널 토머스
- 1991: 에르빈 네어 / 베르트 자크만
- 1992: 에드먼드 피셔 / 에드윈 크레브스
- 1993: 리처드 로버츠 / 필립 샤프
- 1994: 앨프리드 길먼 / 마틴 로드벨
- 1995: 에드워드 루이스 / 에릭 위샤우스 / 크리스티아네 뉘슬라인폴하르트
- 1996: 롤프 칭커나겔 / 피터 도허티
- 1997: 스탠리 프루지너
- 1998: 로버트 퍼치고트 / 루이스 이그나로 / 페리드 머래드
- 1999: 귄터 블로벨
- 2000: 폴 그린가드 / 에릭 캔들 / 아르비드 칼손

### 2001년-현재
- 2001: 하트웰 / 헌트 / 너스
- 2002: 호비츠 / 브레너 / 설스턴
- 2003: 라우터버 / 맨스필드
- 2004: 액설 / 벅
- 2005: 마셜 / 워런
- 2006: 파이어 / 멜로
- 2007: 카페키 / 에번스 / 스미시스
- 2008: 바레시누시 / 몽타니에 / 추어하우젠
- 2009: 블랙번 / 그라이더 / 쇼스택
- 2010: 에드워즈
- 2011: 보이틀러 / 호프만 / 스타인먼
- 2012: 거든 / 야마나카
- 2013: 로스먼 / 셰크먼 / 쥐트호프
- 2014: 오키프 / 마이브리트 모세르 / 에드바르 모세르
- 2015: 캠벨 / 오무라 / 투유유
- 2016: 오스미 요시노리
- 2017: 제프리 C. 홀 / 마이클 로스배시 / 마이클 W. 영
- 2018: 제임스 P. 앨리슨 / 혼조 다스쿠
- 2019: 윌리엄 G. 카엘린 / 그렉 세멘자 / 피터 J. 락클리프
- 2020: 하비 J. 올터 / 마이클 호턴 / 찰스 M. 라이스
- 2021: 데이비드 줄리어스 / 아뎀 파타푸티언
- 2022: 스반테 페보
- 2023: 커리코 커털린 / 드루 와이스먼
- 2024: 빅터 앰브로스 / 게리 러브컨

## 문학상

### 1901년-1925년
- 1901: 쉴리 프뤼돔
- 1902: 테오도어 몸젠
- 1903: 비에른스티에르네 비에른손
- 1904: 프레데리크 미스트랄 / 호세 에체가라이
- 1905: 헨리크 시엔키에비치
- 1906: 조수에 카르두치
- 1907: 러디어드 키플링
- 1908: 루돌프 크리스토프 오이켄
- 1909: 셀마 라겔뢰프
- 1910: 파울 요한 루트비히 폰 하이제
- 1911: 모리스 마테를링크
- 1912: 게르하르트 하웁트만
- 1913: 라빈드라나트 타고르
- 1915: 로맹 롤랑
- 1916: 베르네르 폰 헤이덴스탐
- 1917: 카를 아돌프 기엘레루프 / 헨리크 폰토피단
- 1919: 카를 슈피텔러
- 1920: 크누트 함순
- 1921: 아나톨 프랑스
- 1922: 하신토 베나벤테
- 1923: 윌리엄 버틀러 예이츠
- 1924: 브와디스와프 레이몬트
- 1925: 조지 버나드 쇼

### 1926년-1950년
- 1926: 그라치아 델레다
- 1927: 앙리 베르그송
- 1928: 시그리드 운세트
- 1929: 토마스 만
- 1930: 싱클레어 루이스
- 1931: 에리크 악셀 카를펠트
- 1932: 존 골즈워디
- 1933: 이반 부닌
- 1934: 루이지 피란델로
- 1936: 유진 오닐
- 1937: 로제 마르탱뒤가르
- 1938: 펄 S. 벅
- 1939: 프란스 에밀 실란패
- 1944: 요하네스 빌헬름 옌센
- 1945: 가브리엘라 미스트랄
- 1946: 헤르만 헤세
- 1947: 앙드레 지드
- 1948: T. S. 엘리엇
- 1949: 윌리엄 포크너
- 1950: 버트런드 러셀

### 1951년-1975년
- 1951: 페르 라게르크비스트
- 1952: 프랑수아 모리아크
- 1953: 윈스턴 처칠
- 1954: 어니스트 헤밍웨이
- 1955: 하들도르 락스네스
- 1956: 후안 라몬 히메네스
- 1957: 알베르 카뮈
- 1958: 보리스 파스테르나크
- 1959: 살바토레 콰시모도
- 1960: 생존 페르스
- 1961: 이보 안드리치
- 1962: 존 스타인벡
- 1963: 요르기오스 세페리스
- 1964: 장폴 사르트르 (수상 거부)
- 1965: 미하일 숄로호프
- 1966: 슈무엘 요세프 아그논 / 넬리 작스
- 1967: 미겔 앙헬 아스투리아스
- 1968: 가와바타 야스나리
- 1969: 사뮈엘 베케트
- 1970: 알렉산드르 솔제니친
- 1971: 파블로 네루다
- 1972: 하인리히 뵐
- 1973: 패트릭 화이트
- 1974: 에위빈드 욘손 / 하뤼 마르틴손
- 1975: 에우제니오 몬탈레

### 1976년-2000년
- 1976: 솔 벨로
- 1977: 비센테 알레익산드레
- 1978: 아이작 바셰비스 싱어
- 1979: 오디세아스 엘리티스
- 1980: 체스와프 미워시
- 1981: 엘리아스 카네티
- 1982: 가브리엘 가르시아 마르케스
- 1983: 윌리엄 골딩
- 1984: 야로슬라프 사이페르트
- 1985: 클로드 시몽
- 1986: 월레 소잉카
- 1987: 조지프 브로드스키
- 1988: 나기브 마푸즈
- 1989: 카밀로 호세 셀라
- 1990: 옥타비오 파스
- 1991: 네이딘 고디머
- 1992: 데릭 월컷
- 1993: 토니 모리슨
- 1994: 오에 겐자부로
- 1995: 셰이머스 히니
- 1996: 비스와바 심보르스카
- 1997: 다리오 포
- 1998: 주제 사라마구
- 1999: 귄터 그라스
- 2000: 가오싱젠

### 2001년-현재
- 2001: V. S. 나이폴
- 2002: 케르테스 임레
- 2003: 존 맥스웰 쿠체
- 2004: 엘프리데 옐리네크
- 2005: 해럴드 핀터
- 2006: 오르한 파무크
- 2007: 도리스 레싱
- 2008: 장마리 귀스타브 르 클레지오
- 2009: 헤르타 뮐러
- 2010: 마리오 바르가스 요사
- 2011: 토마스 트란스트뢰메르
- 2012: 모옌
- 2013: 앨리스 먼로
- 2014: 파트리크 모디아노
- 2015: 스베틀라나 알렉시예비치
- 2016: 밥 딜런
- 2017: 가즈오 이시구로
- 2018: 올가 토카르추크
- 2019: 페터 한트케
- 2020: 루이즈 글릭
- 2021: 압둘라자크 구르나
- 2022: 아니 에르노
- 2023: 욘 포세
- 2024: 한강

## 평화상

### 1901년-1925년
- 1901: 앙리 뒤낭 / 프레데리크 파시
- 1902: 엘리 뒤코묑 / 샤를 고바
- 1903: 윌리엄 랜들 크리머
- 1904: 국제법 학회
- 1905: 베르타 폰 주트너
- 1906: 시어도어 루스벨트
- 1907: 에르네스토 모네타 / 루이 르노
- 1908: 클라스 아르놀드손 / 프레드리크 바예르
- 1909: A. M. F. 베르나르트 / 폴 데스투르넬 드 콩스탕
- 1910: 국제 평화국
- 1911: 토비아스 아서르 / 알프레트 프리트
- 1912: 엘리후 루트
- 1913: 앙리 라퐁텐
- 1917: 국제 적십자 위원회
- 1919: 우드로 윌슨
- 1920: 레옹 부르주아
- 1921: 얄마르 브란팅 / 크리스티안 랑에
- 1922: 프리드쇼프 난센
- 1925: 오스틴 체임벌린 / 찰스 도스

### 1926년-1950년
- 1926: 아리스티드 브리앙 / 구스타프 슈트레제만
- 1927: 페르디낭 뷔송 / 루트비히 크비데
- 1929: 프랭크 빌링스 켈로그
- 1930: 나탄 셰데르블롬
- 1931: 제인 애덤스 / 니컬러스 버틀러
- 1933: 노먼 에인절
- 1934: 아서 헨더슨
- 1935: 카를 폰 오시에츠키
- 1936: 카를로스 사베드라 라마스
- 1937: 로버트 세실
- 1938: 난센 국제 난민 사무소
- 1944: 국제 적십자 위원회
- 1945: 코델 헐
- 1946: 에밀리 볼치 / 존 롤리 모트
- 1947: 영국 퀘이커 봉사 협회 / 미국 퀘이커 봉사 위원회
- 1949: 존 보이드 오어
- 1950: 랠프 번치

### 1951년-1975년
- 1951: 레옹 주오
- 1952: 알베르트 슈바이처
- 1953: 조지 마셜
- 1954: 유엔 난민 기구
- 1957: 레스터 볼스 피어슨
- 1958: 도미니크 피르
- 1959: 필립 노엘베이커
- 1960: 앨버트 루툴리
- 1961: 다그 함마르셸드
- 1962: 라이너스 폴링
- 1963: 국제 적십자 위원회 / 국제 적십자사·적신월사 연맹
- 1964: 마틴 루터 킹 주니어
- 1965: 유니세프
- 1968: 르네 카생
- 1969: 국제 노동 기구
- 1970: 노먼 볼로그
- 1971: 빌리 브란트
- 1973: 헨리 키신저 / 레득토 (수상 거부)
- 1974: 숀 맥브라이드 / 사토 에이사쿠
- 1975: 안드레이 사하로프

### 1976년-2000년
- 1976: 베티 윌리엄스 / 메어리드 코리건
- 1977: 국제 사면 위원회
- 1978: 안와르 사다트 / 메나헴 베긴
- 1979: 테레사 수녀
- 1980: 아돌포 페레스 에스키벨
- 1981: 유엔 난민 기구
- 1982: 알바 뮈르달 / 알폰소 가르시아 로블레스
- 1983: 레흐 바웬사
- 1984: 데즈먼드 투투
- 1985: 핵전쟁 방지 국제 의사회
- 1986: 엘리 위젤
- 1987: 오스카르 아리아스
- 1988: 유엔 평화유지군
- 1989: 제14대 달라이 라마
- 1990: 미하일 고르바초프
- 1991: 아웅산수찌
- 1992: 리고베르타 멘추
- 1993: 넬슨 만델라 / F. W. 데 클레르크
- 1994: 야세르 아라파트 / 시몬 페레스 / 이츠하크 라빈
- 1995: 퍼그워시 회의 / 조지프 로트블랫
- 1996: 카를루스 벨루 / 조제 하무스 오르타
- 1997: 지뢰 금지 국제 운동 / 조디 윌리엄스
- 1998: 존 흄 / 데이비드 트림블
- 1999: 국경없는의사회
- 2000: 김대중

### 2001년-현재
- 2001: 유엔 / 코피 아난
- 2002: 지미 카터
- 2003: 시린 에바디
- 2004: 왕가리 마타이
- 2005: 국제 원자력 기구 / 무함마드 엘바라데이
- 2006: 그라민 은행 / 무함마드 유누스
- 2007: 앨 고어 / 기후 변화에 관한 정부간 패널
- 2008: 마르티 아티사리
- 2009: 버락 오바마
- 2010: 류샤오보
- 2011: 엘런 존슨설리프 / 리마 보위 / 타우왁쿨 카르만
- 2012: 유럽 연합
- 2013: 화학 무기 금지 기구
- 2014: 카일라시 사티아르티 / 말랄라 유사프자이
- 2015: 튀니지 국민 4자 대화 기구
- 2016: 후안 마누엘 산토스
- 2017: 핵무기 폐기 국제 운동
- 2018: 드니 무퀘게 / 나디아 무라드
- 2019: 아비 아머드
- 2020: 세계식량계획(WFP)
- 2021: 드미트리 무라토프 / 마리아 레사
- 2022: 메모리알 / 시민자유센터 / 알레스 뱔랴츠키
- 2023: 나르게스 모하마디
- 2024: 일본원수폭피해자단체협의회

## 경제학상

### 1969년-1975년
- 1969: 랑나르 안톤 시틸 프리슈 / 얀 틴베르헌
- 1970: 폴 새뮤얼슨
- 1971: 사이먼 쿠즈네츠
- 1972: 존 힉스 / 케네스 애로
- 1973: 바실리 레온티예프
- 1974: 군나르 뮈르달 / 프리드리히 하이에크
- 1975: 레오니트 칸토로비치 / 찰링 코프만스

### 1976년-2000년
- 1976: 밀턴 프리드먼
- 1977: 베르틸 올린 / 제임스 미드
- 1978: 허버트 사이먼
- 1979: 시어도어 슐츠 / 아서 루이스
- 1980: 로런스 클라인
- 1981: 제임스 토빈
- 1982: 조지 스티글러
- 1983: 제라르 드브뢰
- 1984: 리처드 스톤
- 1985: 프랑코 모딜리아니
- 1986: 제임스 M. 뷰캐넌
- 1987: 로버트 솔로
- 1988: 모리스 알레
- 1989: 트뤼그베 호벨모
- 1990: 해리 마코위츠 / 머턴 밀러 / 윌리엄 샤프
- 1991: 로널드 코스
- 1992: 게리 베커
- 1993: 로버트 포겔 / 더글러스 노스
- 1994: 라인하르트 젤텐 / 존 포브스 내시 / 존 하사니
- 1995: 로버트 루카스 주니어
- 1996: 제임스 멀리스 / 윌리엄 비크리
- 1997: 로버트 머턴 / 마이런 숄스
- 1998: 아마르티아 센
- 1999: 로버트 먼델
- 2000: 제임스 헤크먼 / 대니얼 맥패든

### 2001년-현재
- 2001: 조지 애컬로프 / 조지프 스티글리츠 / 마이클 스펜스
- 2002: 대니얼 카너먼 / 버넌 스미스
- 2003: 로베트 엥글 / 클라이브 그레인저
- 2004: 핀 쉬들란 / 에드워드 프레스콧
- 2005: 로버트 아우만 / 토머스 셸링
- 2006: 에드먼드 펠프스
- 2007: 레오니트 후르비치 / 에릭 매스킨 / 로저 마이어슨
- 2008: 폴 크루그먼
- 2009: 엘리너 오스트롬 / 올리버 E. 윌리엄슨
- 2010: 피터 다이아몬드 / 데일 모텐슨 / 크리스토퍼 피사리데스
- 2011: 토머스 사전트 / 크리스토퍼 심스
- 2012: 앨빈 로스 / 로이드 섀플리
- 2013: 유진 파마 / 라스 피터 핸슨 / 로버트 J. 실러
- 2014: 장 티롤
- 2015: 앵거스 디턴
- 2016: 올리버 하트 / 벵트 홀름스트룀
- 2017: 리처드 탈러
- 2018: 윌리엄 노드하우스 / 폴 로머
- 2019: 마이클 크레이머 / 아비지트 바네르지 / 에스테르 뒤플로
- 2020: 폴 밀그럼 / 로버트 윌슨
- 2021: 데이비드 카드 / 조슈아 앵그리스트 / 휘도 임번스
- 2022: 벤 버냉키 / 더글러스 W. 다이아몬드 / 필립 H. 디비그
- 2023: 클로디아 골딘
- 2024: 다론 아제모을루 / 사이먼 존슨 / 제임스 A. 로빈슨

## 같이 보기
- 여자 노벨상 수상자 목록
- 나라별 노벨상 수상자 목록
- 대학별 노벨상 수상자 목록